# Juan Carlos Ibáñez
Juan Carlos Ibáñez Maciel (General San Martín, 20 de febrero de 1969-Ibidem, 4 de octubre de 2015) fue un jugador argentino de fútbol profesional que ocupaba la posición de delantero y que era apodado «El Bombero». Quien lo apodó así fue Ricardo Enrique Bochini, luego que este hiciera dos goles en un momento en que Independiente de Avellaneda había quedado afuera de la Supercopa Sudamericana y la dupla Bochini-Fren tambaleaba. Destacaba por su rareza en el festejo de sus goles, dando un mortal doble hacia atrás, ya que desde pequeño había practicado gimnasia acrobática. Además era propietario de un complejo deportivo de fútbol, en el cual participó de las ligas regionales de la provincia de Chaco.

## Trayectoria
Durante su carrera futbolística militó en diversos clubes importantes, comenzando su carrera en Independiente de Avellaneda, debutando en 1987, teniendo pasos por el UD Salamanca y El Porvenir, regresando al Rojo en 1991. El primer semestre de 1993 fue contratado por el Deportivo Cali colombiano.
Para el segundo semestre de 1993, fue traspasado a Universidad de Chile, donde debutó en agosto de ese año en un partido amistoso ante el Real Madrid. Durante 1993, en que compartió delantera con Ariel Beltramo y Marcelo Jara, marcó 15 tantos en 27 partidos oficiales. Las siguientes dos campañas fue parte importante del conjunto laico que se coronó como bicampeón del fútbol chileno en 1994 y 1995, siendo titular durante la primera campaña en una letal dupla con Marcelo Salas, pero perdiendo minutos en la segunda ante la irrupción de Rodrigo Goldberg.
Luego de perder regularidad, en 1996 es cedido a Sport Boys de Perú, regresando a La U en 1997. Luego, prosiguió su carrera en Chile, formando parte de Unión Española, Cobresal, Deportes Concepción (donde jugó la Copa Libertadores 2001) y Deportes Melipilla, donde se retiró a fines de 2003. Luego de su carrera futbolística, atendió un minimarket en la comuna de Providencia, para luego radicarse definitivamente en su natal San Martín, donde administraba un complejo deportivo, un salón de fiestas y un negocio de venta de comidas.

## Clubes

### Como futbolista
| Club                  | País      | Año       |
| --------------------- | --------- | --------- |
| Independiente         | Argentina | 1987-1989 |
| Salamanca             | España    | 1989      |
| El Porvenir           | Argentina | 1990      |
| Independiente         | Argentina | 1991-1992 |
| Deportivo Cali        | Colombia  | 1993      |
| Universidad de Chile  | Chile     | 1993-1997 |
| → Sport Boys (cedido) | Perú      | 1996      |
| Unión Española        | Chile     | 1998      |
| Cobresal              | Chile     | 1999-2000 |
| Deportes Concepción   | Chile     | 2000-2001 |
| Deportes Melipilla    | Chile     | 2002-2003 |

## Palmarés

### Campeonatos nacionales
| Título           | Club                 | País  | Año  |
| ---------------- | -------------------- | ----- | ---- |
| Primera División | Universidad de Chile | Chile | 1994 |
| Primera División | Universidad de Chile | Chile | 1995 |

### Copas internacionales
| Título          | Club                 | País  | Año  |
| --------------- | -------------------- | ----- | ---- |
| Copa Trasandina | Universidad de Chile | Chile | 1995 |

## Participación en torneos internacionales
| Torneo            | Club                 | Año  | Posición         |
| ----------------- | -------------------- | ---- | ---------------- |
| Supercopa         | Independiente        | 1989 | Subcampeón       |
| Supercopa         | Independiente        | 1991 | Semifinal        |
| Copa Conmebol     | Universidad de Chile | 1994 | Semifinal        |
| Copa Libertadores | Universidad de Chile | 1995 | Primera Fase     |
| Copa Conmebol     | Universidad de Chile | 1997 | Octavos de final |
| Copa Libertadores | Deportes Concepción  | 2001 | Octavos de final |

## Fallecimiento
El sábado 3 de octubre, después de jugar un partido de fútbol en su pueblo natal, General San Martín (en Chaco), se vio involucrado en una pelea. A las 5:20 de la madrugada del domingo 4 de octubre, la policía lo encontró malherido en la esquina de la calle Doce de Octubre y Sarmiento, luego de ser agredido con arma blanca en el pecho por Rolando Javier Cañete, fue llevado al hospital por la policía en condiciones de extrema gravedad, falleció a las 6:20 horas en el hospital de la localidad. En noviembre de 2015,  luego de ser detenido inmediatamente, el criminal luego de ser juzgado por las autoridades locales.Cañete fue condenado a 20 años de cárcel.La muerte de Ibáñez causó una profunda tristeza tanto en su familia dejando una viuda, dos hijos (Juan Pablo y Agustina) y un nieto (Juan Cruz), tanto en las hinchadas de los equipos en que jugó, principalmente, Independiente de Avellaneda, Deportivo Cali, Universidad de Chile, Deportes Concepción, Unión Española, entre otros. Se caracterizaba por su gran calidad futbolística, gran poder de definición en el área. Con breve paso por la selección argentina en su etapa juvenil, insigne goleador. En el mundo del fútbol se le recuerda además de esos atributos futbolísticos, por su calidad humana y gran cariño por la hinchada de los equipos que jugó, principalmente por Universidad de Chile.